# 185
Cette page concerne l'année 185  du calendrier julien. Pour l'année 185 av. J.-C., voir 185 av. J.-C. Pour le nombre 185, voir 185 (nombre).
L'année 185 est une année commune qui commence un vendredi.

## Événements
- Février : la révolte des Turbans jaunes est battue par l'armée impériale chinoise. Deux mois plus tard, la rébellion reprend dans les Monts Taihang, à la frontière occidentale du Hebei[1].
- Avril-mai, Empire romain : chute du Préfet du prétoire Tigidius Perennis, accusé de complot pour s'emparer de la succession au trône. Il est livré par l'empereur aux soldats, qui le massacrent ; l'affranchi d'origine phrygienne Cléandre, chambellan de Commode, domine le gouvernement (185-190)[2].

- 7 décembre : les astronomes chinois observent une étoile invitée près de l'étoile Alpha Centauri ; considérée de nos jours comme étant une supernova[3].

## Naissances en 185
- Liao Hua, général chinois.
- Wang Xiang, ministre du Wei.

## Décès en 185
- Tigidius Perennis, Préfet du prétoire.
- Pharasman III d'Ibérie.